# Billboard Global 200
La Billboard Global 200 è la classifica settimanale dei 200 nuovi brani, pubblicata dalla rivista Billboard. La classifica stila le migliori canzoni a livello globale utilizzando come parametro le vendite digitali e lo streaming online di oltre 200 Paesi in tutto il mondo. È stata lanciata ufficialmente a settembre 2020, sebbene sia stata annunciata per la prima volta a metà 2019.
La prima canzone a piazzarsi al numero uno della classifica datata nel 19 settembre 2020, è stata WAP di Cardi B e Megan Thee Stallion.

## Storia
Billboard ha iniziato a ideare una classifica globale già due anni prima del suo lancio. La classifica è stata annunciata per la prima volta il 6 maggio 2019. 
La metodologia della classificazione include i dati di vendita e streaming di oltre 200 nazioni diverse. A differenza della Billboard Hot 100 degli Stati Uniti, la Global 200 consente alle canzoni di qualsiasi periodo della storia della musica di potersi classificare. 
La classifica ha una cadenza settimanale dal venerdì al giovedì della settimana seguente. Viene compilata dalla MRC Data/Nielsen Music attraverso Music Connect, una piattaforma di analisi e misurazione delle vendite musicalo, per poi essere pubblicata ogni martedì su Billboard.com.
Insieme alla Global 200, Billboard ha lanciato un'altra classifica simile, la Billboard Global Excl. U.S. Questa classifica segue la stessa formula e lo stesso format della Global 200, escludendo le vendite e gli streaming degli Stati Uniti. La prima canzone piazzatasi al numero il 19 settembre 2020 è stata Hawái di Maluma.